# 吸血萊恩 (電影)
是一部2005年德國和美國合拍的奇幻動作恐怖片，由烏維·波爾執導和監製，吉尼維爾·透納撰寫劇本。電影是根據Majesco Entertainment和Terminal Reality的2002年同名遊戲改編而成。由克麗絲汀娜·羅肯主演，其他演員包括麥可·馬德森、馬修·戴維斯、威爾·山德森、比利·贊恩、尤杜·奇爾、麥可·派瑞、肉卷、蜜雪兒·羅德里奎茲和班·金斯利。故事敘述半吸血鬼萊恩在逃離馬戲團的欺壓後，便開始與硫磺會的成員們合作，試圖共同擊敗自己強大且邪惡的吸血鬼父親。
《吸血萊恩》為波爾所執導的第三部電子遊戲改編電影，前兩部為《死亡鬼屋》（2003年）與《異形鬼屋》（2005年）。該片2006年1月6日於美國上映。《吸血萊恩》上映後，獲得了影評人和觀眾的極度負評，同時也是個票房炸彈，電影以2500萬美元的預算在全球僅獲得370萬美元的票房；後來，《吸血萊恩》被許多媒體納入史上最差的電子遊戲改編電影行列。

## 劇情
故事設定於在人類與吸血鬼爭鬥的中古世紀。萊恩是一名半吸血鬼，她不受十字架的影響，也不渴求人的血液。但萊恩也是吸血鬼之王卡根的女兒，他為了消滅人類，召集了一大群吸血鬼和人類當做奴隸。當卡根強姦萊恩的人類母親後，母親就遭到卡根殺死，而這一切都被年幼的萊恩目睹。這使得成年的萊恩對父親恨之入骨，並從囚禁並虐待自己的馬戲團中逃脫後，手持友人給予的雙刀打算向父親復仇。
硫磺會的領導人弗拉基米爾與同夥賽巴斯汀、卡特琳娜一同對抗著吸血鬼。他們聽見了馬戲團中有個半吸血鬼的消息，於是弗拉基米爾計劃招募她來幫忙殺死卡根。與此同時，卡根擔心萊恩會干擾自己的計劃，而派出了多馬斯特和手下找出她。在路上，萊恩救一群受到吸血鬼襲擊的家庭，之後便又從算命師的口中得知卡根已成為最強大的吸血鬼，並居住在一棟安全的城堡中。她還告訴萊恩，卡根正在尋找一個古老的護身符，是一個神祕的眼睛，如果萊恩能得到它就可擁有能與卡根戰鬥的力量。於是萊恩出發到放置眼睛的修道院。
萊恩在夜間進到了修道院放置眼球的地下室，並擊敗了一名揮錘的僧人守衛。當萊恩閃避了陷阱而拿到眼睛後，突然房間裡充滿了聖水；這使得萊恩上吊到天花板來躲避時，護身符從盒子裡掉下來，她即使地抓住了眼球。此時，她在看著眼球時，卻神奇地吸收到自己的眼睛裡，當她落入水中時，自己的身體則不受聖水的影響。
當她離開房間時，修道院的僧人進來解釋這件神器其實是來自古老的吸血鬼彼列的三個身體部位之一，彼列已找到一種方法來克服吸血鬼的弱點。他的「眼睛」能克服聖水，「肋骨」能克服十字架，而「心臟」則能克服陽光。這三樣神器被藏在整個中土的某處，也因此卡根積極地想獲得它們。不久，修道院遭到多馬斯特等人的襲擊，而弗拉基米爾、賽巴斯汀、卡特琳娜也來到此戰鬥。但最後萊恩卻被多馬斯特打暈帶走。多馬斯特將她帶到了另一名吸血鬼之王李奧尼德的住所，以躲避陽光並待到晚上，但李奧尼德卻想獨佔擁有「眼睛」的萊恩，而趕走多馬斯特。此時，弗拉基米爾與賽巴斯汀趕來救出萊恩，並殺死了李奧尼德。
萊恩隨著弗拉基米爾與賽巴斯汀來到了硫磺會的總部，他們同意共同合作殺死卡根；萊恩也接受了硫磺會的訓練，並與賽巴斯汀相戀。但卡特琳娜不信任萊恩，因此打算趁萊恩、弗拉基米爾與賽巴斯汀外出時，打算為了父親艾瑞克背叛硫磺會，而與卡根同盟與艾瑞克也打算與卡根斷交。在多馬斯特等人入侵硫磺會總部時，卡特琳娜至一充滿水洞穴中，因為她的祖父將心臟護身符藏在水底。在卡特琳娜找到它時，萊恩趕來與她在水中打鬥並殺死了她。之後，萊恩自願將心臟和眼睛交給卡根，因此她和弗拉基米爾、賽巴斯汀被關入地牢中等著儀式的進行。但當儀式開始進行時，卡根才發現原來萊恩提交的放置心臟的盒子是空的。
正當萊恩的眼睛將被挖出時，自行從地牢逃脫的賽巴斯汀與弗拉基米爾隨即趕來與大廳的奴隸軍交戰；即使成功殺死了多馬斯特和其他手下，但兩人都受了傷，使得剩下萊恩與卡根的戰鬥。當卡根壓制住萊恩時，賽巴斯汀向卡根扔出了聖水和用弩射出一支箭，但被卡根很快地接住。萊恩使盡最後的力氣將箭刺入卡根的心臟中，卡根為此死亡。戰鬥結束後，賽巴斯汀與弗拉基米爾都已死去，萊恩表情凝重地坐在卡根的王位上。

## 演員
- 克麗絲汀娜·羅肯飾演萊恩（英语：Rayne (BloodRayne)）：半吸血鬼，卡根的女兒，以雙刀作為武器[6]。
- 麥可·馬德森飾演弗拉基米爾（Vladimir）：硫磺會的領導人。
- 班·金斯利飾演卡根（Kagan）：吸血鬼之王，萊恩的父親。
- 馬修·戴維斯飾演賽巴斯汀（Sebastian）：硫磺會的成員。
- 蜜雪兒·羅德里奎茲飾演卡特琳娜（Katarin）：硫磺會的成員。
- 威爾·山德森（英语：Will Sanderson）飾演多馬斯特（Domastir）：卡根手下的將軍。
- 尤杜·奇爾飾演僧人：修道院的負責人。
- 麥可·派瑞飾演揚庫（Iancu）：肉店老闆，弗拉基米爾的舊識。
- 肉卷飾演李奧尼德（Leonid）：享樂主義的吸血鬼之王。
- 潔拉汀·卓別林（英语：Geraldine Chaplin）飾演算命師：指引萊恩前往修道院的人。
- 比利·贊恩飾演艾瑞克（Elrich）：卡特琳娜的父親，與卡根同盟。

## 製作
電影主要在羅馬尼亞的喀爾巴阡山脈拍攝。拍攝也在弗拉德三世的城堡中進行，約花了一晚。

## 發行

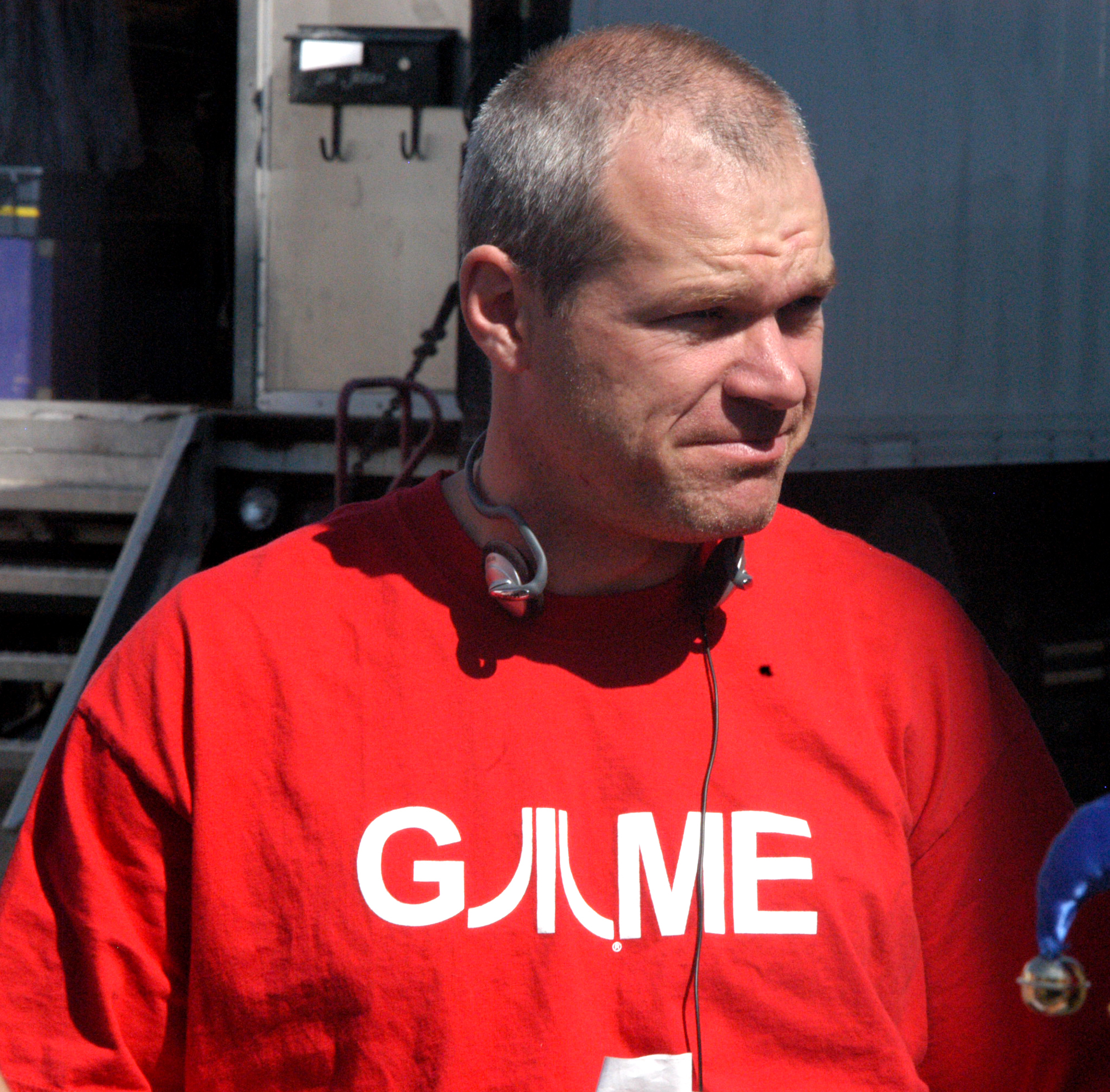
烏維·波爾為《吸血萊恩》的監製及導演

《吸血萊恩》2005年10月23日在奧斯汀影展上首映。2006年1月6日，本片在美國的九百八十五間戲院上映。起初，電影的上映戲院多達2500間，但由於成品被送到沒有要放映該片的戲院，使得戲院減少至1600間，最後電影放映的戲院只有985間。
2008年4月30日，烏維·波爾對比利·贊恩提出告訴；前者聲稱，贊恩是推薦羅馬娛樂處理發行電影的人，原本贊恩和羅馬娛樂的詹姆斯·施拉姆都承諾會使電影在兩千間戲院放映，並從波爾提供的1000萬美元的預付款將被用於廣告和營銷活動。但至少有90萬美元落入贊恩和施拉姆的口袋中，使得電影只在950多間戲院上映。

### 評價
《吸血萊恩》主要獲得了負面的評價。爛番茄根據51篇評論，持有的新鮮度僅4%，平均得分2.3／10；該網站共識：「《吸血萊恩》是由劣質大師烏維·波爾以及傑出（和貧乏）的演員所改編成的一個荒謬的劍與魔法電玩。」爛番茄還將《吸血萊恩》列在百部2000年代最差電影中的第四十八名。而電影在Metacritic上也只獲得了18分，這代表著「壓倒性的不喜歡」。
演員麥可·馬德森稱《吸血萊恩》為「可憎的...可怕和荒謬的電影」，但馬德森補充說，他喜歡和波爾一起工作，如果可以會再次與波爾合作。原作遊戲中為萊恩配音的勞拉·貝利在2007年的波士頓動漫展上提出了她對電影改編的想法，並說：「哦，上帝，那部電影很差，那部電影太糟糕了。我在電影頻道上看到，甚至連20分鐘都沒撐過！真是太糟糕了，因為我真的很喜歡這個遊戲，所以很遺憾。」
影評人還嘲笑波爾，為了節省製作成本，僱用真正的妓女，而不是肉卷那樣的真正演員。編劇吉尼維爾·透納在2009年的紀錄片《Tales from the Script》中指出，她在完成這部電影的劇本第一稿的兩週後，波爾自己做了很多自己的改變而為諮詢她；然後他又要求演員「嘗試去做」。
部分影評人對於《吸血萊恩》較為寬容。JoBlo.com的貝格·蓋洛彼蒂恩認為這部電影其實不差，有著克麗絲汀娜·羅肯那樣的火辣女演員，以及驚人的樂趣和血腥的動作數。他承認對白很差、故事不流暢、剪輯太倉促，但電影「不如你懷疑的那麼糟」，這還有個充足血腥的廉價吸血鬼電影。《Latino Review》的史蒂夫·查普尼克將電影評為B級，他表示，雖然這不是一部好電影，但還遠遠不及他所看過最糟糕的電影，並且提到了克麗絲汀娜·羅肯的裸戲是電影中少數的看點。

### 票房
《吸血萊恩》在美國首映週末僅獲得155萬美元的票房。2006年6月結算，電影以2500萬美元的預算所獲得的票房僅365萬美元上下，這被視為一個票房炸彈。

### 榮譽
《吸血萊恩》在第27屆金酸莓獎上獲得了六項提名，包括最差影片、最差女主角（克麗絲汀娜·羅肯）、最差男配角（班·金斯利）、最差女配角（蜜雪兒·羅德里奎茲）、最差的導演和最差的劇本。《吸血萊恩》並未獲得任何獎項，該屆的獎項主要都被頒發給《第六感追緝令2》和《小孩好黑》。
2009年，《時代雜誌》將《吸血萊恩》排在前十最糟糕的電子遊戲電影榜上的第六名。
《吸血萊恩》被GameTrailers排在所有電玩改編電影中的倒數第一。GameTrailers的評論人士說，「每個演員都是不合適的，每個假髮都很假，每一個性愛的場景都太過不當，每一個動作場面都太過即興。」

## 家庭媒體
在這部電影的DVD發行之前，烏維·波爾將羅馬娛樂的名字和標誌從電影中刪除掉。因此，羅馬不負責發行本片。除了在戲院中放映的R級版外，還有一個更加暴力的未分級導演剪輯版，其中包括一個擴增的結局片段在DVD上釋出。而導演剪輯的DVD盒裝中的第二張光碟則包括了《吸血萊恩2》的完整版遊戲。

## 續集
2007年，推出了電影的續集《吸血萊恩2：解放》，並改由娜塔莎·邁爾茲取代克麗絲汀娜·羅肯擔任主演。但由於第一部電影的票房不佳，使得續集是以DVD首映的方式發行。而第三部電影《吸血萊恩：第三帝國》則於2011年推出，同由邁爾茲飾演萊恩。這兩部續集皆由烏維·波爾執導，而麥可·派瑞皆有出演這三部電影。

## 備註
1. ↑  在導演剪輯版中的結局，還增加了萊恩離開城堡前往山上的片段[5]。

## 外部連結
- 互联网电影数据库（IMDb）上《吸血萊恩》的资料（英文）
- AllMovie上《吸血萊恩》的资料（英文）